# Bayram Ünlü
Bayram Ünlü (* 27. Februar 1969 in Kocaeli) ist ein ehemaliger türkischer Fußballspieler.

## Sportlicher Werdegang
Ünlü wurde im Sommer 1990 vom seinerzeitigen Zweitligisten İnegölspor unter Vertrag genommen, der den Klub jedoch im Oktober des Jahres an den Drittligisten Bilecikspor verlieh. Nach Ende der Leihe wechselte der Stürmer 1991 zu Gebzespor in die vierte Spielklasse, wo er fast fünf Jahre aktiv war. Im Pokalwettbewerb 1993/94 erreichte er mit der Mannschaft die vierte Hauptrunde, in der sie gegen Beykozspor nach Verlängerung ausschied. Mit vier Toren im Wettbewerb platzierte er sich jedoch gleichauf mit Schota Arweladse (Trabzonspor), Serhan Hacıhüseyinoğlu (Silifkespor), Muammer Nurlu (Konyaspor) und Saffet Sancaklı (Kocaelispor) an der Spitze der Torschützenliste.
Im Januar 1996 schloss sich Ünlü dem Drittligisten Istanbul Büyükşehir Belediyespor an, mit dem er im Sommer in die Zweitklassigkeit aufstieg. Im Herbst 1997 kehrte er auf Leihbasis zu Bilecikspor zurück, wo er bis zum folgenden Sommer spielte. Anschließend stand er wieder im Kader von Büyükşehir Belediyespor und spielte um den Aufstieg in die 1. Lig. 2000 wechselte er schließlich dauerhaft zu Bilecikspor zurück, wo er zwei Spielzeiten unter Vertrag stand. Bei den Viertligisten Bandirmaspor und Akhisarspor sowie den Amateurklubs Yeniköyspor und Mustafapaşaspor ließ er anschließend seine Karriere ausklingen.